# Cattedrale di Świdnica
La cattedrale dei Santi Stanislao e Venceslao (in polacco: Katedra św. Stanisława i św. Wacława) è il monumento storico e l'edificio di culto principale e di Świdnica, in Polonia; è cattedrale della diocesi omonima.
Domina l'edificio la snella torre gotica, che con la sua altezza di 104 metri, è la maggiore della regione.

## Storia e descrizione

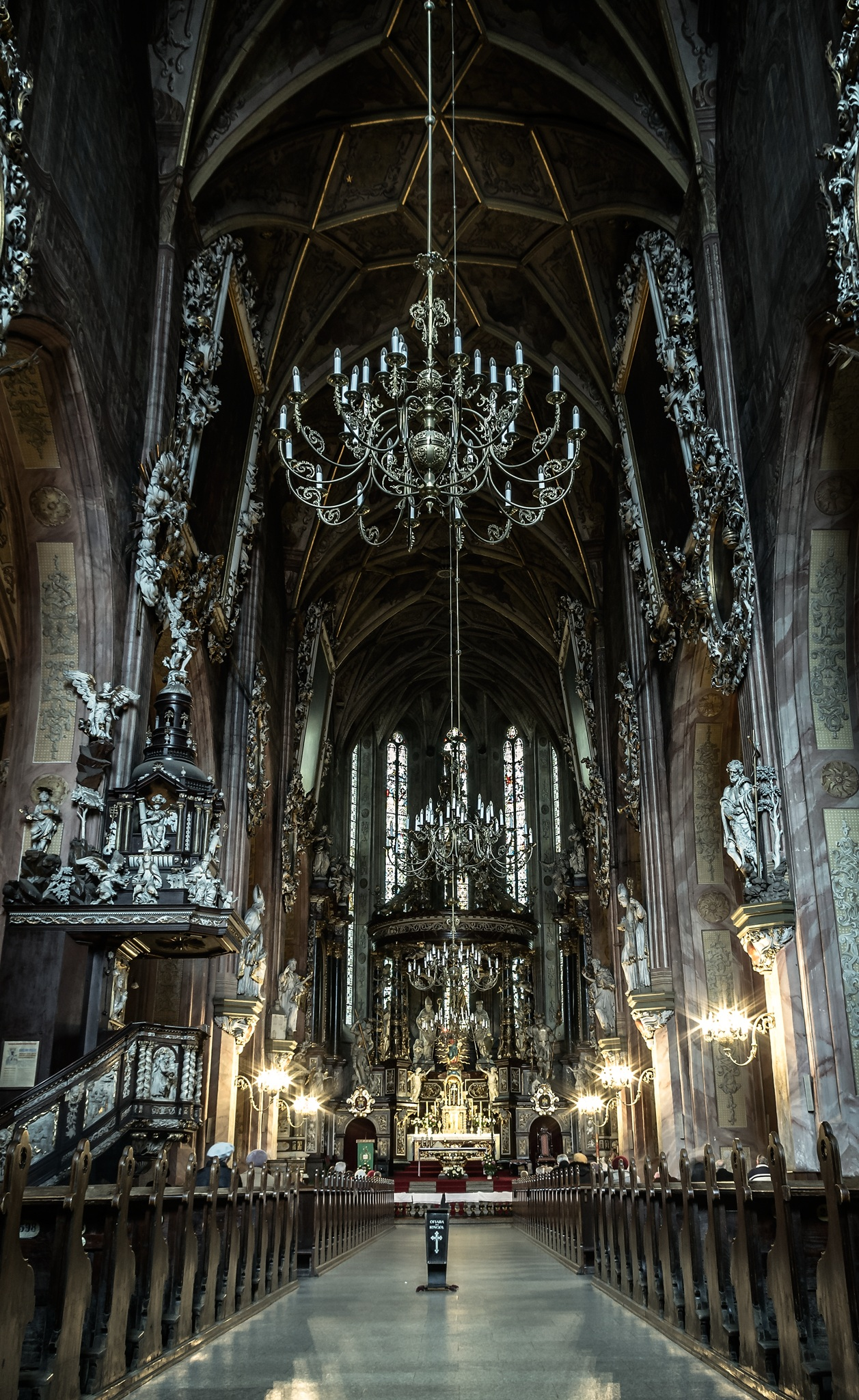
Veduta dell'interno.

La costruzione della chiesa attuale fu iniziata verso il 1330 per volere del duca Bolko II di Świdnica, in seguito ad un incendio che distrusse un primo edificio in legno che vi sorgeva.
Il nuovo edificio, di stile gotico, era a tre navate con pianta basilicale. Fra il 1400 e il 1410 venne ampliato e dopo l'incendio del 1532 venne notevolmente trasformato. I lavori iniziarono nel 1535 e terminarono nel 1546, volti a dare alla chiesa l'aspetto odierno a Sala con volte a stella e grandi polifore gotiche.
Dal 1561 al 1629 la chiesa venne ufficiale dai protestanti e dal 1662 passò ai Gesuiti, che a cavallo fra XVII e XVIII secolo, provvidero a dotarla dei sontuosi arredi e decorazioni barocchi che ancor oggi caratterizzano l'interno.
Con l'espulsione graduale dei Gesuiti dalla Slesia prussiana, la chiesa venne secolarizzata nel 1772, quando le autorità prussiane la trasformarono in un granaio.
La chiesa venne profondamente restaurata fra il 1893 e il 1895 ma perse molti dei suoi elementi architettonici originali.
Il 25 marzo 2004, con la bolla papale Multos fructus, papa Giovanni Paolo II, stabilisce la diocesi di Świdnica, e l'edificio ne divenne la cattedrale.

## Galleria d'immagini

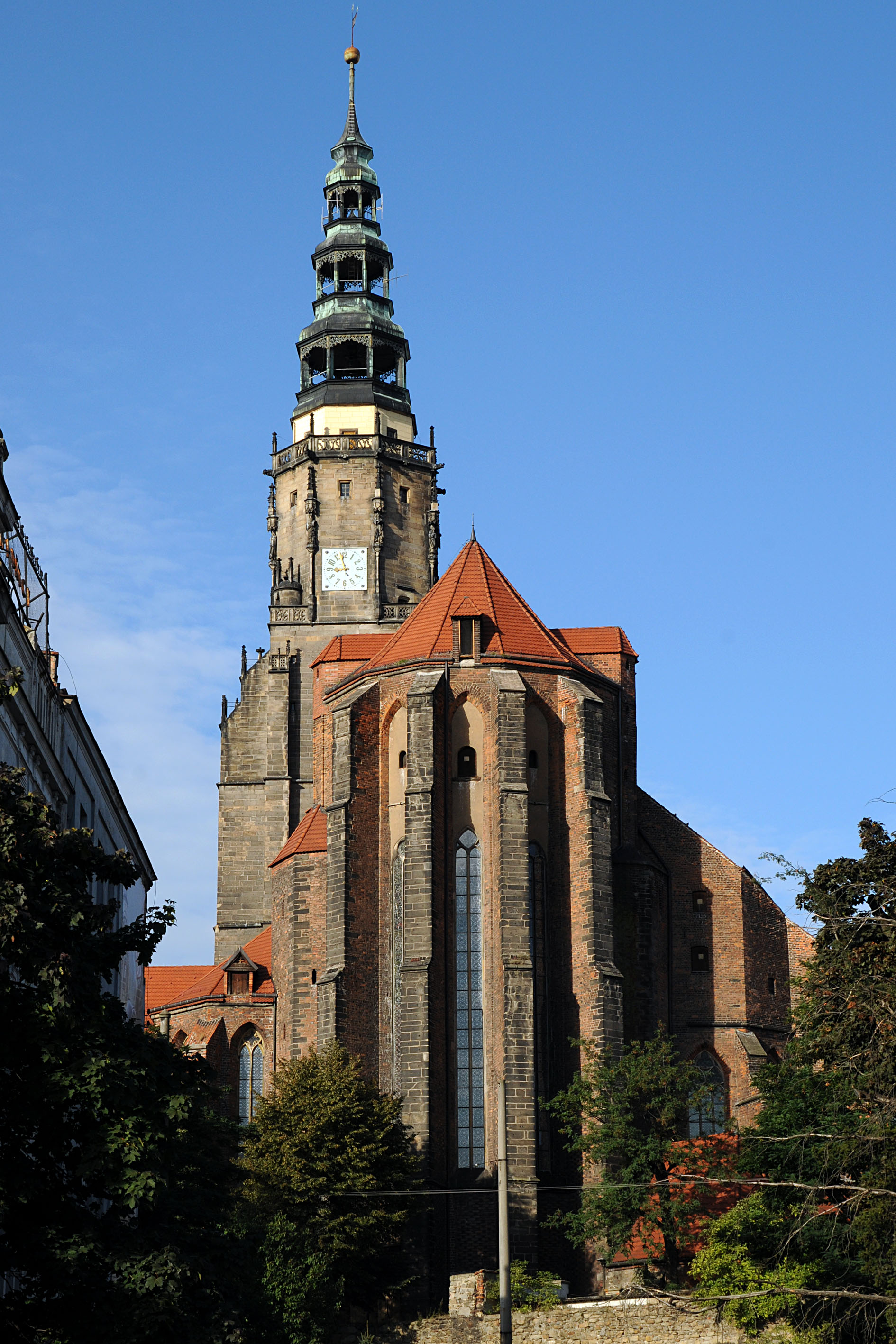
La parte absidale.
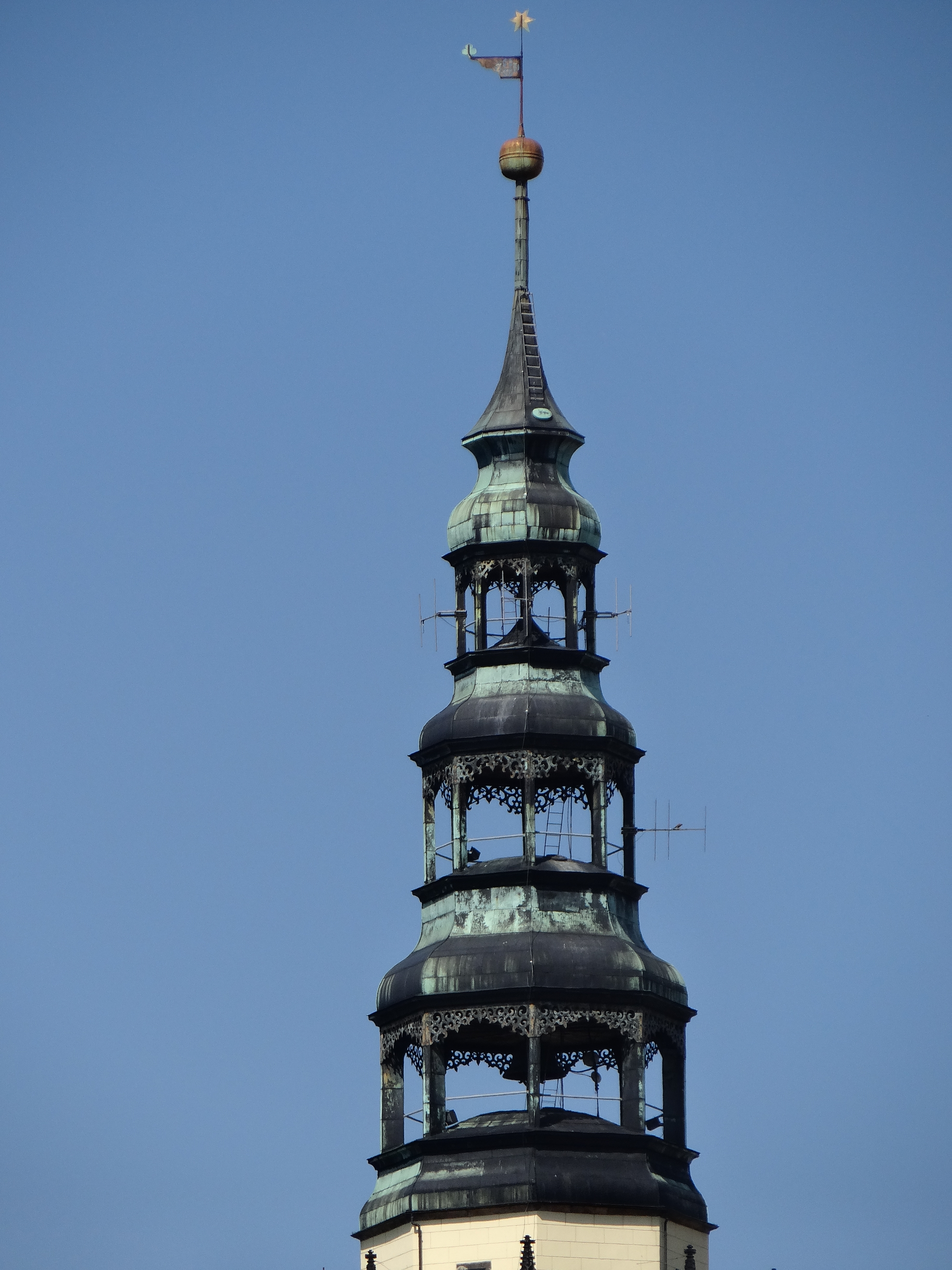
Il coronamento della torre.
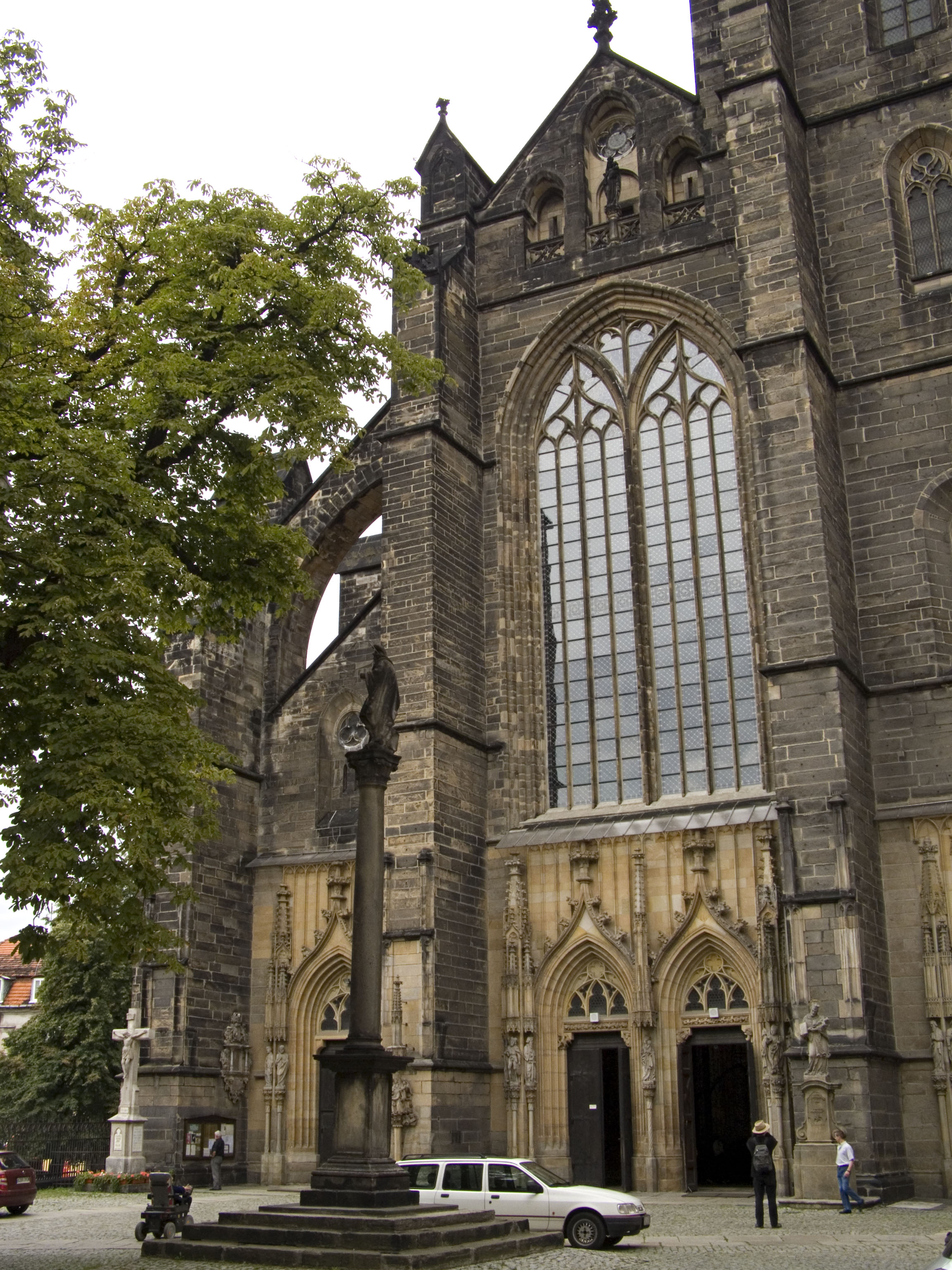
La facciata.
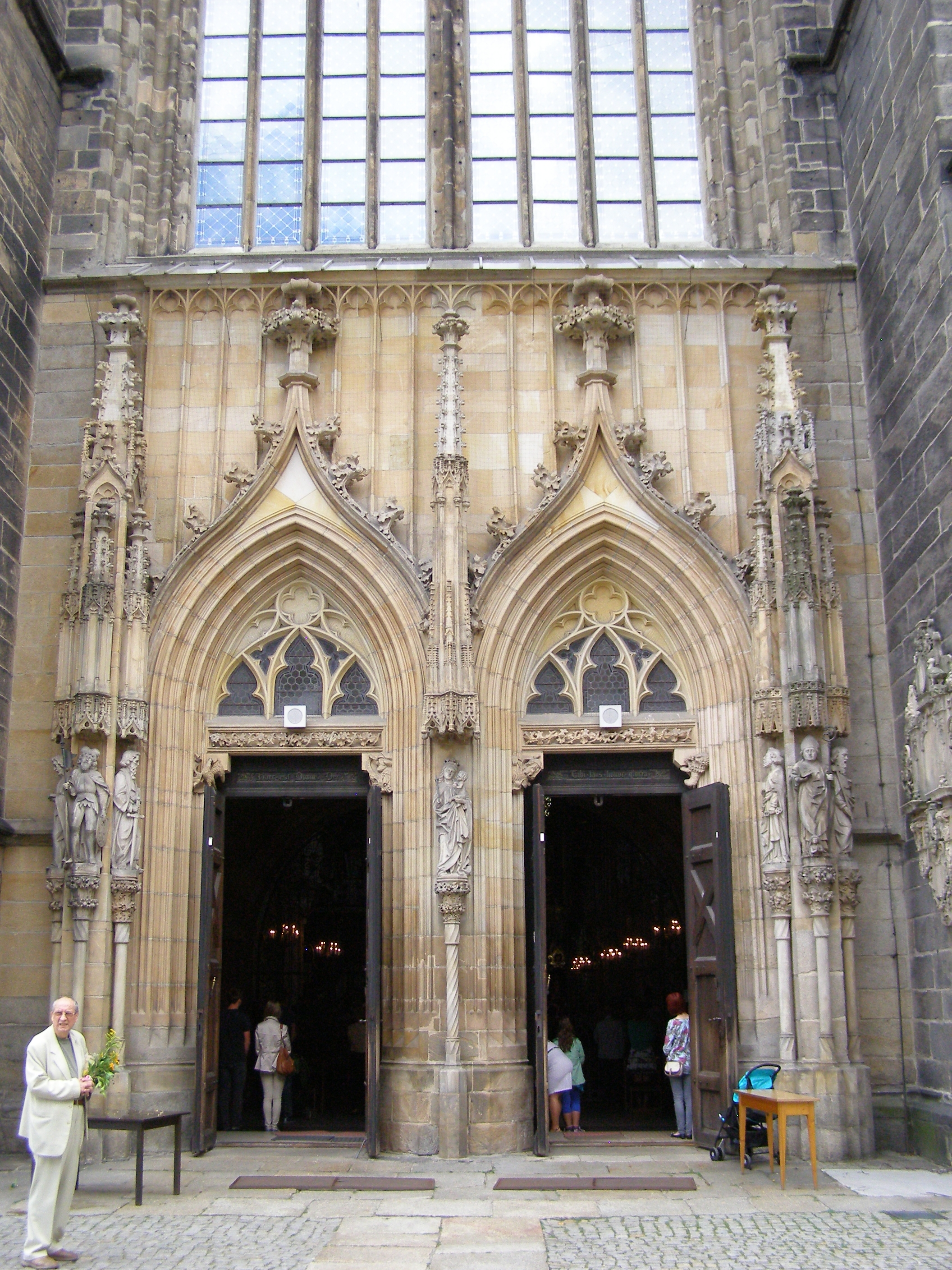
Il portale principale.
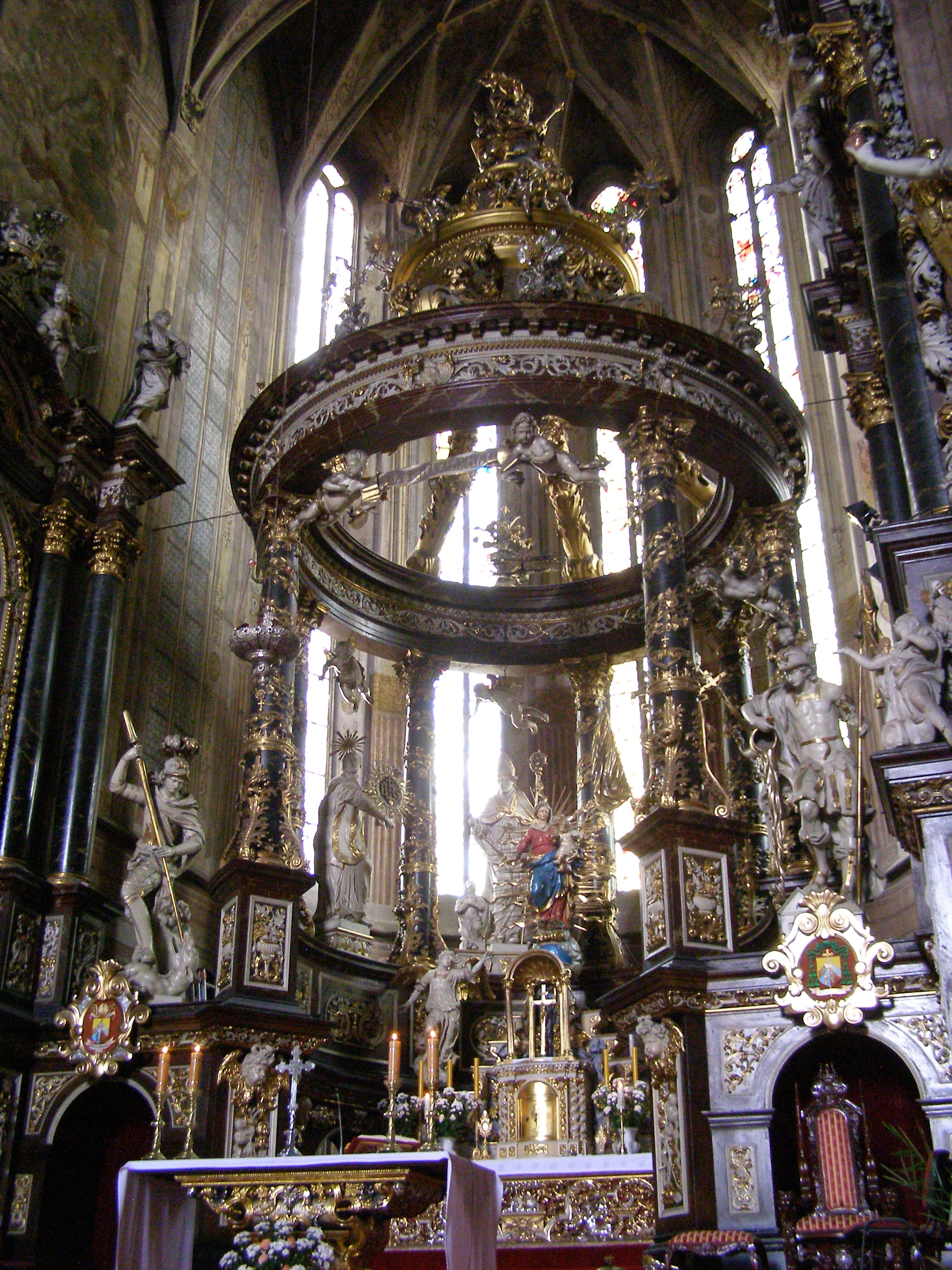
L'altar maggiore barocco.